# Alexandre Jannée
Sauf précision contraire, les dates de cet article sont sous-entendues « avant l'ère commune » (AEC), c'est-à-dire « avant Jésus-Christ ».
 (mai 2019).
Si vous disposez d'ouvrages ou d'articles de référence ou si vous connaissez des sites web de qualité traitant du thème abordé ici, merci de compléter l'article en donnant les références utiles à sa vérifiabilité et en les liant à la section « Notes et références ».
Alexandre Jonathan (Jannée en grec, ou Yannaï en hébreu) (103–76 AEC), est un roi hasmonéen de Judée et un grand prêtre d'Israël, frère d’Aristobule Ier Philhellène et fils de Jean Hyrcan Ier.
À la mort d’Aristobule, sa femme Salomé Alexandra libère les trois frères emprisonnés de celui-ci, et se remarie probablement avec le plus âgé, Alexandre Jannée, en vertu de la loi du lévirat ; ce qui lui confère la royauté. Alexandre Jannée supprime d’abord un de ses frères qui revendique la royauté. Il prend le titre de grand-prêtre et de roi de Judée, ce qui provoque l’hostilité des pharisiens, qu’il fait massacrer en grand nombre.
Alexandre Jannée dirige le pays d'une poigne de fer, réprime les révoltes intérieures soutenues par le mouvement pharisien, en particulier la révolte des paysans contre le poids des taxes royales. Il est probablement le premier hasmonéen à frapper monnaie.

## Règne

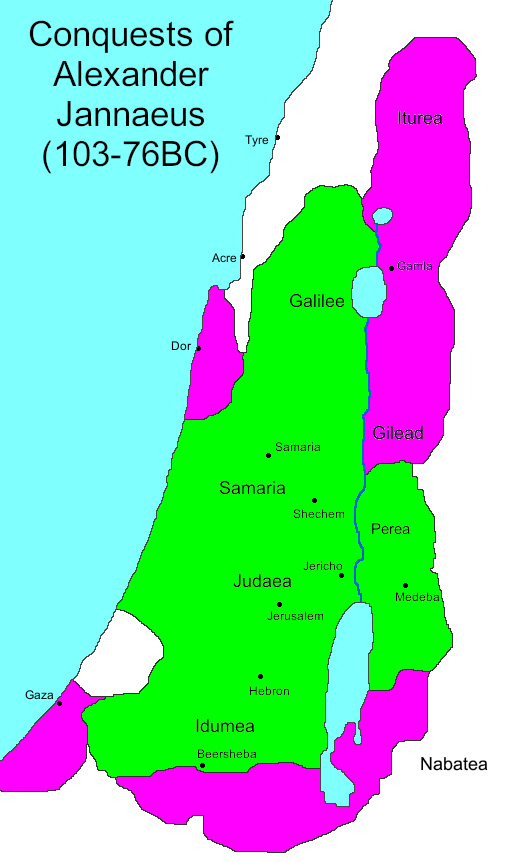
Le royaume hasmonéen sous Alexandre Jannée. En rose, les acquisitions.

Alexandre Jannée engage une armée de mercenaires, en particulier des Pisidiens et des Ciliciens et se lance dans plusieurs guerres : il tente de s’emparer de Ptolémaïs (Akko) qui fait appel à Ptolémée IX Lathyre. Celui-ci se trouve alors à Chypre depuis qu'il a été chassé d’Égypte par sa mère Cléopâtre III. Il ambitionne d'envahir l’Égypte via la Judée et répond donc à l'appel des habitants de Ptolémaïs qui lui promettent l'aide des villes de la côte, notamment Dor et Tour de Straton (Césarée) dirigées par le tyran Zoïle, et Gaza. Ptolémée IX débarque à côté de Shiqmona. Jannée doit lever le siège. Il fait de son mieux pour tenter de conserver l'indépendance de la Judée, tout en s'assurant le contrôle de la plaine côtière. Il négocie avec les deux factions lagides à la fois. D'une part il fait appel à Cléopâtre et d'autre part, il propose 400 talents d'argent à Ptolémée et une alliance pour le soutenir dans sa campagne contre l’Égypte, à condition de le débarrasser de  Zoïle. Ptolémée s’aperçoit du double jeu de Jannée et se lance dans une campagne contre lui. Il s’empare d’Asochis (Shikhin) en basse Galilée et s'attaque à Sepphoris. Son objectif semble être de pousser Jannée au combat, craignant qu'il ne se réfugie dans Jérusalem en attendant l'aide de Cléopâtre. Ptolémée se tourne ensuite vers le sud, vers la vallée du Jourdain, afin d'atteindre le cœur du royaume, les monts de Judée. Il bat Jannée sur les bords du Jourdain à Asophon (Zaphôn). Jannée fait appel à Cléopâtre III, qui oblige Ptolémée Lathyre à se retirer à Chypre (102). Jannée se retrouve maître du terrain, se tourne vers Galaad et s’empare de Gadara et d’Amathonte, mais Théodore, fils de Zénon, le surprend et récupère tous ses biens après avoir tué 10 000 Juifs. Jannée attaque alors la côte philistine, s’empare de Rafah (ou Raphia) et pousse jusqu’à Rhinocolure (El-‘Arish), puis remonte la côte d’Anthédon. Ayant isolé Gaza, il s’en empare après un siège d’un an et massacre une partie de ses habitants (96). Puis il se tourne vers la Transjordanie, fait démolir Amathonte et soumet la Galahaditide. Il est défait par le roi nabatéen Arétas III qui lui tend une embuscade au moment où il attaque le plateau du Golân. Moab et Galaad passent sous le contrôle des Nabatéens.
En 84, lors d’une campagne d’Antiochos XII contre les Nabatéens, Alexandre Jannée essaie vainement de s’opposer au passage des armées séleucides dans la plaine en construisant une ligne de défense entre Kephar-Saba et Joppé. Antiochos XII est vaincu et tué au sud de la mer Morte et Arétas III de Nabatène prend le pouvoir à Damas. Le roi nabatéen marche bientôt contre la Judée et bat Jannée près d’Adida.
L’année suivante, Alexandre Jannée occupe Geras (Jerash). Une colonie juive s’y installe. Il s’empare de la Décapole et du Golân (Gamala) entre 83 et 80.
À la fin du règne d’Alexandre Jannée, le royaume hasmonéen comprend la Judée, l’Idumée, la plaine philistine et celle du Sharon, la Samarie, la Galilée jusqu’au mont Thabor, le plateau du Golan, la Galaaditide et la Moabitide. Dans tous les territoires conquis, le roi a imposé la circoncision et la Loi juive, mesures qui provoquent des révoltes locales comme à Pella. Pour assurer la sécurité de son royaume face aux Nabatéens, Jannée fait bâtir deux forteresses : l’Alexandréion face à la Galaaditide et Machéronte face à la Moabitide.
En 76, Alexandre Jannée meurt de maladie lors du siège de Ragaba, dans le territoire de Gérasa. Son épouse Salomé Alexandra règne jusqu’en 67 av. J.-C. et son fils Hyrcan II devient grand prêtre.

## Révolte des Pharisiens
En 96, les pharisiens mettent en doute la légitimité du sacerdoce d’Alexandre Jannée. Une inadvertance commise par le grand-prêtre dans l'exécution du rituel de la fête des Tabernacles déclenche une émeute à Jérusalem. Le roi répond par des massacres dans lesquels périssent six mille personnes.
En 88, Alexandre Jannée se décide à négocier avec les Pharisiens révoltés. Ceux-ci refusent toute discussion et font appel au roi séleucide Démétrios III qui bat Jannée près de Sichem. Cependant les six mille Juifs de l’armée de Démétrios l’abandonnent bientôt et ce dernier se hâte de regagner la Syrie. Jannée écrase alors les révoltés et s’empare de leurs chefs réfugiés dans Bémésélis (Misilya, au sud de Jenîn ?). Huit cents d’entre eux, ramenés enchaînés à Jérusalem, sont crucifiés au cours d’un banquet, tandis qu’on égorge sous leurs yeux leurs femmes et leurs enfants. Terrifiés, huit mille opposants s’enfuient en exil (Damas ?).
Avant de mourir, Alexandre Jannée se résout à la séparation des pouvoirs que demandaient les pharisiens pour limiter l'omnipotence du grand-prêtre roi. Il lègue la royauté à sa femme Alexandra Salomé qui était acquise au parti pharisien. Alexandra donne le pontificat à son fils aîné Hyrcan II et fait entrer les pharisiens au Conseil.

## Descendants
- Hyrcan II, fils de Salomé Alexandra et d'Alexandre Jannée
- Aristobule II